# Escola de Teatro da Universidade Federal da Bahia
A Escola de Teatro da Universidade Federal da Bahia, fundada em 1956 pelo então reitor da universidade, Edgard Santos, foi a primeira escola de teatro brasileira a integrar uma universidade - a então Universidade da Bahia. Foi também a primeira escola da América Latina a adotar o método Stanislavski de formação de atores. Seu primeiro diretor foi Eros Martim Gonçalves.

## Cursos
A escola oferece os seguintes cursos:
- Bacharelado em Artes Cênicas com Habilitação em Interpretação Teatral
- Bacharelado em Artes Cênicas com Habilitação em Direção Teatral
- Licenciatura em Teatro
- Pós-Graduação em Teatro

## Instalações
A Escola de Teatro da UFBA está situada na Rua Araújo Pinho, 292, bairro do Canela, em Salvador, no secular Solar Santo Antônio. Suas instalações se constituem de:
- Pavilhão de aulas;
- Biblioteca, com banco de textos teatrais e memória;
- Laboratório de informática;
- Um teatro pequeno (Sala 5);
- Carpintaria;
- Rouparia;
- Teatro Martim Gonçalves.

## Teatro Martim Gonçalves
Inaugurado em 1958 com a montagem do texto "Senhorita Júlia", foi denominado Teatro Santo Antônio, sendo o espaço teatral mais antigo de Salvador. Em 1996, por ocasião das comemorações dos 40 anos de fundação da Escola de Teatro, o teatro foi rebatizado para Teatro Martim Gonçalves.
Curiosamente sua primeira construção foi concebida para ser provisória. Todavia, somente no início do século XXI foi, de fato, totalmente reconstruído.

## Diretores
- Eros Martim Gonçalves (1956 - 1961)
- Nilda Spencer (1961 - 1963)
- Nilda Spencer (1963 - 1965)
- Antônio Barros (1965 - 1969)

Em 1969 foi criada a EMAC (Escola de Música e Artes Cênicas). Abaixo os chefes do Departamento de Teatro
- Jesus Chediak (1969 - 1970)
- Anatólio de Oliveira (1970 - 1972)
- José Possi Neto (1972 - 1974)
- Lia Robatto (1974 - 1976)
- Dulce Aquino (1976 - 1980)
- Nilda Spencer (1980 - 1984)
- Nilda Spencer (1984 - 1985)
- Cleise Furtado Mendes (1985 - 1987)
- Carlos Alberto Cardoso Nascimento (1987 - 1988)

Em 1988, a EMAC é dissolvida. A Escola de Teatro se desvincula da Escola de Música. Desde então, foram diretores da Escola de Teatro:
- Paulo Lauro Dourado (1988 - 1990)
- Carlos Alberto Cardoso Nascimento (1990 - 1996)
- Deolindo Checcucci Neto (1996 - 2000)
- Eliene Benício Amâncio Costa (2000 - 2004)
- Eliene Benício Amâncio Costa (2004- 2007)
- Daniel Marques da Silva (2007-2012)
- Eliene Benício Amâncio Costa (atual)